# Zenon Klatka
Zenon Wincenty Klatka (ur. 23 stycznia 1940 w Wójcinie) – polski prawnik, radca prawny, w latach 2004–2007 prezes Krajowej Rady Radców Prawnych, w latach 1997–1999 dziekan Rady Okręgowej Izby Radców Prawnych w Katowicach, działacz Klubu Inteligencji Katolickiej w Katowicach.

## Życiorys
Syn Stefana i Stanisławy. W 1962 ukończył studia prawnicze na Wydziale Prawa i Administracji Uniwersytetu Jagiellońskiego. W 1967 został wpisany na listę radców prawnych.
W latach 1990–1996 był dyrektorem Generalnym Urzędu Wojewódzkiego w Katowicach, w latach 1996–2003 dyrektorem Funduszu Górnośląskiego S.A., w latach 1993–1998 przewodniczącym Rady Nadzorczej Wojewódzkiego Funduszu Ochrony Środowiska i Gospodarki Wodnej w Katowicach. W 1987 został członkiem Rady Okręgowej Izby Radców Prawnych w Katowicach (zasiadał w niej do 1999), w latach 1997–1999 był dziekanem tej Rady. W latach 1991–1995 i 1999–2007 był członkiem Krajowej Rady Radców Prawnych, jej wiceprezesem w latach 1999–2004 oraz prezesem w latach 2004–2007.
Został odznaczony Krzyżem Kawalerskim (1999) i Oficerskim (2010) Krzyżem Oficerskim Orderu Odrodzenia Polski.